# HMS Investigator (1798)
O HMS Investigator (ex-Xenophon) era um pequeno navio de transporte de carvão adaptado para viagens de exploração. Foi utilizado para o levantamento hidrográfico da costa ocidental da Austrália sob o comando de Matthew Flinders e levando como naturalista da expedição o botânico Robert Brown.